# Libuše Jahodová
Libuše Jahodová (* 31. května 1992 Liberec) je česká sportovní střelkyně, zaměřená na skeet. Je členkou klubu Dukla Hradec Králové, studuje Technickou univerzitu v Liberci. Střelbě se začala věnovat až ve věku čtrnácti let pod vedením svého nevlastního otce Lubora Novoty. Na Letní univerziádě v Koreji 2015 získala dvě zlaté medaile ve skeetu jednotlivkyň i družstev a byla vyhlášena nejlepší českou akademickou reprezentantkou roku. Na mistrovství světa ve sportovní střelbě 2015 v italském Lonato del Garda obsadila 8. místo výkonem 71 terčů a získala tak nominaci na Letní olympijské hry 2016. Na Evropských hrách v Baku byla šestnáctá v individuální soutěži a šestá ve dvojici s Janem Sychrou. Společně se Sychrou také získali bronzovou medaili ve skeetu smíšených dvojic na mistrovství Evropy ve sportovní střelbě 2016. Na olympiádě v Rio de Janeiro zasáhla v kvalifikaci skeetařek 58 terčů a skončila na předposledním dvacátém místě.